# Kósa Barna
Kósa Barna (Hosszúmező, 1918. november 23. – 2006. október 5.) romániai magyar agrármérnök, mezőgazdasági szakíró.

## Életútja
Középiskoláit a nagyenyedi Bethlen Gábor Kollégiumban végezte (1937), a kolozsvári Mezőgazdasági Főiskolán szerzett agrármérnöki diplomát (1941), Kassán egyéves tanárképző tanfolyamot hallgatott. 1942-ben részt vett a marosvásárhelyi Középfokú Gazdasági Tanintézet felállításában. Harcolt a második világháborúban és hadifogságból hazatérte után az iskola magyar tagozatát szervezte újjá.
A növénytermesztés és -nemesítés szakelőadója, a tangazdaság vezetője, növényfajta-bemutató kertje egyedüli volt az országban. Mikrobiológiai kísérletekkel és növényvédelmi kérdésekkel foglalkozott, 1956-tól tagja volt a Mezőgazdasági és Erdészeti Könyvkiadó magyar szerkesztőbizottságának. Pedagógiai pályájának megszakítása után üzemvezető mérnökként működött Marosvécsen (1962-67), majd az Agrosem Vetőmagtermeltető Vállalat, a Marosvásárhelyi Vetőmagvizsgáló Állomás, a Brassói Burgonya- és Cukorrépa Kutató Intézet tudományos munkatársa s üzemvezető mérnök Meggyesfalván (1975-78) nyugalomba vonulásáig.
Első cikkei a Szabad Szó szakmellékletében, a Földműves Szabad Szóban jelentek meg (1947-48), szaktanácsadással segítette a Magyar Népi Szövetség (MNSZ) székelyföldi napilapját, a Népújságot s az Előre első évfolyamát.

## Kötetei
- A zab termesztése (1952)
- Az okszerű vetésforgó (1956)
- A cukorrépa termesztése és magtermesztése (Antal Dániel, Koós György, Mózes Pál, Nagy Zoltán társszerzőkkel, 1957, 1959)
- Szénakészítés (1960)
- Takarmánynövények termesztése (Tamás Lajossal, 1981)